# 101国道
42°03′27″N 121°31′19″E / 42.0575949°N 121.5219239°E

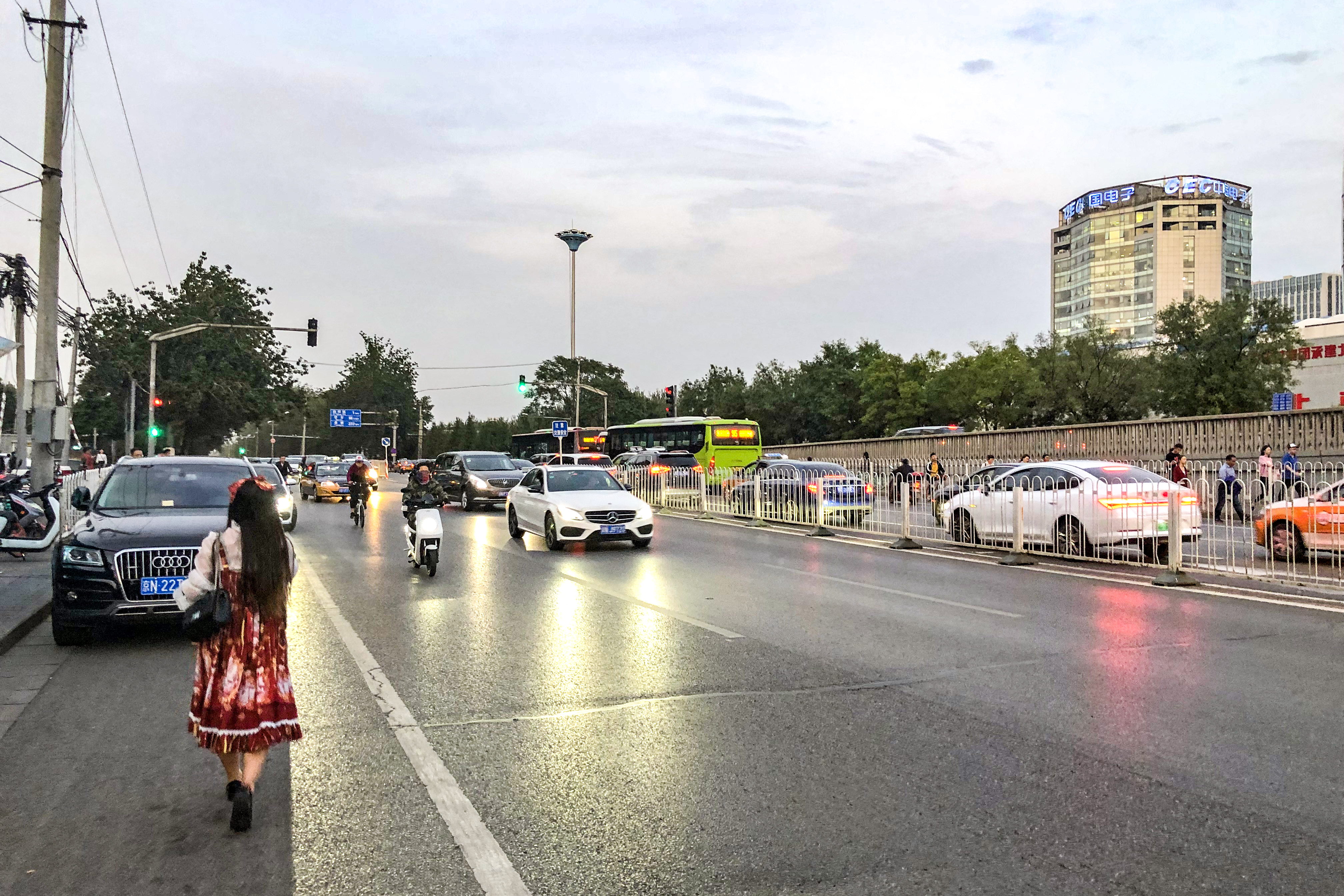
京密路（原称京顺路）三元桥段

101国道（或“国道101线”、“G101线”、“京沈线”）是在中国的一条国道，起点为北京东直门，终点为沈阳，又名京沈公路（为与京沈南线区分，也曾称京沈北线:63,65），全程909公里，北京段又被称为京顺路或京密路，但“京顺路”的称呼逐渐被“京密路”取代。
这条国道经过北京、河北和辽宁三个省份。
101国道在北京左家庄至北皋段与后来通车的首都机场高速公路并行，密云统军庄至巨各庄段则与京承高速公路大致平行，太师屯以北与大广高速公路的走向大体相近。北京太阳宫北街以北段正在建设京密快速路，截至2025年7月快速路已通车至京平高速公路。

## 历史

### 辽西古道与京热御道
现状101国道走向的雏形为沟通华北平原与辽河平原的辽西古道:48。
辽西古道包括多条廊道，其中卢龙道从今北京东行经无终、遵化，出喜峰口沿滦河向北再沿滦河支流瀑河河谷北上，经宽城、平泉转向东，经凌源西南（平冈），顺大凌河而下，经喀左、朝阳至阜新；古北道（有时也称平冈道）从今北京经古北口沿燕山谷地至大凌河畔与卢龙道汇合；无终道的走向则存在争议，唯其各种说法均与今101国道鲜有交集；傍海道为今102国道走向的雏形之一。
现101国道沿线的北京与承德之间，早在秦汉时期即有驿道:27。辽朝为加强辽南京析津府与中京大定府、东京辽阳府的联系，开辟了一条大部分与辽西古道重合但小部分路段与之有异的通道，金朝又从朝阳经北票、奈曼开辟前往黄龙府的道路，此后元大都通往辽阳的驿路亦顺辽西古道走向而设:49。
1703年（清朝康熙四十二年），因清宫在承德修建避暑山庄，原驿道被改建为京承御道，由东直门经孙河、枯柳树、三家店、牛栏山、梭草、年丰、罗山、郑家庄、王各庄、十里堡、穆家峪、石匣出古北口，再经巴克什营、喀喇河屯进入承德:27。1707年，因东直门至王各庄段地势低洼，清政府决定从京西畅春园另辟新御道至承德，经回龙观、蔺沟、高丽营、南石槽、桥梓:27，由怀柔城南门外至驸马庄后进入密云，经梨园庄至十里堡村南并入原御道。随着清朝对辽西地区的开发，古北口经承德、平泉、凌源、朝阳、义县至沈阳的通道逐渐形成，唯波罗赤至沈阳的走向有异于现在的101国道:50。

### 公路化
民国初年，东直门引出的京承东御道逐渐成为农村道路，而京承西御道则被逐步改为简易公路，但起点改为安定门，称“京热公路”:28（其中一段即今北苑路:604）。与此同时，承德至朝阳的道路定名为“热朝路”，朝阳至北票的道路则称“朝票路”:50。1923年，京承东御道辟为公路:603。
1929年，热河省将热朝路定为省道，朝票路则为县道:50。1933年，侵华日军占领热河，将锦州至朝阳的公路与热朝路并为满洲国国道“锦承线”，1937年又将承德至古北口的公路并入，改称“锦古线”:51。日军入侵华北后于1938年将安定门至古北口的部分路段改为路基宽6米左右的混凝土路面，称“京古公路”，1945年日本投降后改称“平热公路”:28。
1947年，因国共内战，国民政府的车辆无法经过太平庄、高丽营、桥梓，只得将通县经富豪、草寺、张辛庄、顺义至牛栏山的路段（即今通顺路）与平热公路并为通古路，此后直至中华人民共和国成立后，京承公路也仍然绕经通县:28-29。至于锦古公路也曾因国共内战而陷入瘫痪，1947年由热河省人民政府组织紧急抢修，承德至朝阳段1949年改称“承朝线”:51-52。
1956年，交通部与河北省出资按五级公路标准改造京古路:382，密云沙峪沟至古北口段部分路段利用通古铁路旧路基，该年年底竣工，只达到晴雨通车水平:29。1957年，因建设首都机场路，北京市在原京古路京顺段的基础上进行改线、取直、拓宽，将京顺路筑成平行于首都机场路的沥青路:603。1958年，随着首都机场建成，京承公路的规划起点改为东直门，借用首都机场路经天竺进入顺义，经冯家营、十里堡、顺义县城、牛栏山，从富各庄进入怀柔县境。:29；同时因九松山至石匣段位于密云水库淹没区内，京古路密云段再度改线，新线始自穆家峪道口，经羊山、辛安庄、荆子峪、四磨、松树峪至辛庄接原线，该段全长33公里，1959年4月开工，1959年12月10日竣工:29:382。1959年，京古路开始按一级公路标准改建，1960年因经济困难停工，此后直至1977年才继续开展工程设计:112。
1965年，沈阳至承德公路被列入“小三线”项目:52，1967年基本建成:64。1973年，因首都机场扩建，京古路顺义段改从孙河桥进入县境，至冯家营与原京顺公路重合，到顺义县城再与原通古公路顺义段重合:29。1976年，孙河桥至荆卷段按一级公路标准改建完成:422。1977年，由顺义姚圈至密云沙峪沟道口的路段开始按一级公路标准改建，1980年建成:30。
1981年11月30日，国家计委、国家经委和交通部在联合颁发的《关于划定国家干线公路网的通知》中，将京承公路的终点延至沈阳，改称京沈公路，编号101国道:382。
1982年密云松树峪至北甸子段路基改建，在保留原线的同时另辟新线，这一新建路段始于松树峪，经桑园、前南台、后南台、北台，至北甸子接原线，1985年12月竣工:30。1984年，京沈路北票段改为从北票北部外绕:65。至1990年底，101国道北京段由东直门至密云穆家峪道口的75.71公里路段为一级公路，穆家峪道口至柳树沟5.28公里为二级公路，柳树沟至古北口44.02公里为三级公路:30。
1992年，因首都机场高速公路工程沿途立交桥建设需要，既有京顺路作部分改建:117。

### 扩能改造
101国道北京段（京密路）高架路工程2020年获批，2025年7月5日先期开通太阳宫北街-机场南线段。

## 途经地区
101国道全线主要路名：
- 北京市：京密路－京沈路－西大桥路－新南路
- 河北省承德市：半壁山路
- 遼寧省朝陽市：沈承大街
- 遼寧省瀋陽市：京沈公路－道义大街－黄河北大街－南京北街

| 城市名             | 距起点距离 |
| ------------------ | ---------- |
| 北京市             | 0          |
| 北京市顺义区       |            |
| 北京市怀柔区       |            |
| 北京市密云区       | 65         |
| 河北省承德市       | 226        |
| 河北省承德市平泉市 | 317        |
| 辽宁省朝阳市凌源市 | 401        |
| 辽宁省朝阳市建平县 | 429        |
| 辽宁省朝阳市       | 513        |
| 辽宁省朝阳市北票市 |            |
| 辽宁省阜新市       |            |
| 辽宁省阜新市彰武县 | 772        |
| 辽宁省沈阳市       | 909        |